# Bray-et-Lû
Bray-et-Lû è un comune francese di 976 abitanti situato nel dipartimento della Val-d'Oise nella regione dell'Île-de-France.

## Società

### Evoluzione demografica
Abitanti censiti

## Amministrazione

### Gemellaggi
- Wilmington (Kent)